# Stephan Wögerbauer
Stephan Wögerbauer (* 3. November 1959 in Linz) ist ein ehemaliger österreichischer Geher.
Bei den Olympischen Spielen 1992 in Barcelona kam er im 50-km-Gehen auf den 26. Platz.
Achtzehnmal in Folge (1987–2004) wurde er österreichischer Meister im 50-km-Gehen. Außerdem wurde er vierzehnmal nationaler Meister im 20-km-Gehen (1988, 1989, 1992–2003) und dreimal Hallenmeister (1993–1995) im 5000-Meter-Gehen.
Stephan Wögerbauer leitet die Firma Wögerbauer Athletic Solutions.

## Persönliche Bestzeiten
- 20 km Gehen: 1:30:18 h, 28. August 1994, Hildesheim
- 50 km Gehen: 4:02:39 h, 7. Juni 1992, Přerov